# Флаг Копанского сельского поселения
Флаг муниципального образования Ко́панское сельское поселение Ейского района Краснодарского края Российской Федерации — опознавательно-правовой знак, служащий официальным символом муниципального образования.
Флаг утверждён 25 ноября 2010 года решением Совета муниципального образования Копанское сельское поселение № 57 и внесён в Государственный геральдический регистр Российской Федерации с присвоением регистрационного номера 6569.

## Описание
«Полотнище с отношением 2:3, воспроизводящее композицию герба в голубом, жёлтом и белом цветах».
Геральдическое описание герба гласит: «В лазоревом поле — золотые мельничные крылья наподобие косвенного креста, сопровождённые вверху серебряной летящей вправо и вверх с распростёртыми крыльями уткой, а внизу — шестью серебряными стеблями рогоза, растущими из золотой зубчатой узкой оконечности между двумя золотыми копьями с серебряными кистями, которые воткнуты древками в оконечность».

## Обоснование символики
Флаг языком символов и аллегорий отражает исторические, культурные и экономические особенности сельского поселения.
Станица Копанская основана в 1873 году переселившимися из Екатеринодарского уезда малоземельными казаками, являвшимися потомками черноморских (запорожских) казаков, на что аллегорически указывают казачьи пики.
Изображение мельничного ветряка также указывает на одну из достопримечательностей станицы, существовавшую ещё в прошлом веке — ветряную мельницу. Изображение ветряка является символом хлеборобства, переработки сельхозпродукции.
Жёлтая зубчатая полоса аллегорически указывает на копани — места в окрестностях станицы, где казаки копали глину, ещё до создания самой станицы, получившей наименование именно от данных копаний (копанок).
Жёлтый цвет (золото) — символ величия, достатка и процветания, прочности, а также сельского хозяйства и хлеба.
Изображение камышей указывает на окружающие поселение водоёмы, богатые рыбой и камышом (являвшимся ранее одним из строительных материалом для хат).
Изображение утки символизирует богатые на территории поселения охотничьи угодья, известные далеко за пределами края.
Белый цвет (серебро) служит символом миролюбия, мудрости, совершенства, справедливости и великодушия.
Голубой цвет (лазурь) символизирует безупречность, добродетель, возвышенные устремления, волю, чистое небо, водоёмы поселения.